# Olry d'Aigremont
Olry d'Aigremont ou Oldoric d'Aigremont ou Ulric d'Aigremont, né vers 1070 et mort vers 1136, est seigneur d'Aigremont. Il est le fils de Foulques de Serqueux, premier seigneur connu d'Aigremont, et d'Eve de Reynel.

## Biographie
Il est le fils de Foulques de Serqueux, premier seigneur connu d'Aigremont et de Serqueux, et de sa première épouse Eve de Reynel.
Par son mariage avec Adeline de Choiseul, il dirige les seigneuries de Choiseul et de Bourbonne, même s'il n'en porte pas le titre de seigneur qui reste de l'apanage de son épouse.
Entre 1117 et 1134, il est excommunié avec ses fils par l'archevêque de Besançon à cause de disputes qu'il a avec les chanoinesses de l'abbaye de Remiremont à propos de Martinvelle.
Au XIe siècle, son épouse Adeline de Choiseul crée avec son accord un oratoire au lieu-dit le Vieux-Morim et où s'installe un ermite du nom de Jean. En 1115, ils fondent, avec le soutien de l'évêque de Langres Guillenc d'Aigremont, frère d'Olry, et de l'abbé de Cîteaux Étienne Harding, l'abbaye de Morimond à l'emplacement de cet oratoire.
À sa mort, il est inhumé à l'abbaye de Morimond.

## Mariage et enfants
Il épouse Adeline de Choiseul, fille de Renier de Choiseul, premier seigneur connu de Choiseul, et d'Ermangarde, peut-être issue de la maison des comtes de Tonnerre ou de Maligny, dont il a huit enfants :
- Foulques de Choiseul (mort après 1147) qui succède à sa mère et devient seigneur de Choiseul.
- Renier d'Aigremont (mort vers 1182-1183) qui succède à son père et devient seigneur d'Aigremont.
- Gérard d'Aigremont (mort après 1160), dit Sans Terre : il a quatre enfants (le nom de sa femme est inconnu, peut-être de la famille de Bourmont) :
  - Olry d'Aigremont (mort vers 1209-1214) : marié avec Damette de ???, il a deux enfants :
    - Gérard d'Aigremont (mort avant 1214) : cité dans une charte de 1189 de l'abbaye de Cherlieu, probablement mort avant 1214.
    - Marie d'Aigremont (morte après 1189): citée dans une charte de 1189 de l'abbaye de Cherlieu.

  - Barthélemy d'Aigremont (mort après 1189) : cité dans une charte de 1173 de l'abbaye de la Crête et dans une autre de 1189 de l'abbaye de Cherlieu.
  - Godefroi d'Aigremont (mort après 1189) : cité dans une charte de 1173 de l'abbaye de la Crête et dans une autre de 1189 de l'abbaye de Cherlieu.
  -  ??? d'Aigremont (mort avant 1214): cité dans une charte de 1189 de l'abbaye de Cherlieu, marié avec ??? de Blondefontaine.
- Olry d'Aigremont (mort après 1164): qui fut prévôt de Saint Geosmes.
- Vilain d'Aigremont (mort après 1168) : prieur de Varennes, puis abbé de Molesme.
- Gertrude d'Aigremont (morte après 1170) : mentionnée dans une charte de 1170.
- Reine d'Aigremont (morte après 1170) : mentionnée dans une charte de 1170.
- Michelle d'Aigremont ou Milette d'Aigremont (morte après 1176) : mariée avec Gérard de Bourmont, avec qui elle a au moins quatre enfants (Foulques, Renier, Vilain et Louis de Bourmont).

## Sources
- Marie Henry d'Arbois de Jubainville, Histoire des Ducs et Comtes de Champagne, 1865.
- Théodore Pistollet de Saint-Ferjeux, Recherches historiques et statistiques sur les principales communes de l'arrondissement de Langres, 1836.
- Émile Jolibois, La Haute-Marne ancienne et moderne, 1858.
- L'abbé Roussel, Le diocèse de Langres : histoire et statistique, 1875.
- Henri de Faget de Casteljau, Recherches sur la Maison de Choiseul, 1970.
- Gilles Poissonnier, Histoire des Choiseul, 1996.